# شافتر (کالیفرنیا)
شافتر (به انگلیسی: Shafter) شهری در شهرستان کرن ایالت کالیفرنیا است که در سرشماری سال ۲۰۱۰ میلادی، ۱۶۹۸۸ نفر جمعیت داشته است.